# 銭の捜査官 西カネ子
『銭の捜査官 西カネ子』（ぜにのそうさかん にしカネこ）は、2016年から2019年までTBS系で放送された刑事ドラマシリーズ。全2回。主演は真矢ミキ。
放送枠は「月曜ゴールデン」（第1作）、「月曜名作劇場」（第2作）。

## キャスト

### 警視庁捜査二課
西加音子
演 - 真矢ミキ
第三知能犯捜査係の新人捜査員。階級は警部補。小岩北警察署の経理から異動してきた節約主婦。現場で捜査を担当するのは28年ぶり。
磯村英彦
演 - 堀部圭亮
第三知能犯捜査係の捜査員。
小金井喜平
演 - 小倉一郎
第三知能犯捜査係の捜査員。
大蔵圭
演 - 片岡信和
第三知能犯捜査係の新人捜査員。
柴田辰巳
演 - 田中健
課長。管理官。加音子の小岩北警察署時代の同僚。

### 警視庁捜査一課
熊里進
演 - 宮川一朗太
刑事。
鈴木たまき
演 - 内藤理沙
階級は警部。副総監の娘。遺体を見ると気分が悪くなる。

### その他
西武雄
演 - 村田雄浩
加音子の夫。加音子とマンションで二人暮らし。

### ゲスト
第1作「恨み!? 復讐!? 死体は有名振り込め詐欺師！巨大銀行〜悪徳政治家2点を結ぶ大捜査線に浮かんだ愛人業の女！消えたカネ2000億円に群がる悪党どもを退治せよ!!」（2016年）
- 岡崎達也（詐欺グループの主犯） - 山崎樹範
- ユミ（クラブ「ジュネーヴ」ホステス・本名「高木有美」・堂島の愛人） - 齋藤めぐみ
- 新井友江（中華料理「萬石」女将） - 飯沼千恵子
- 伊藤哲也（仲倉コーポレーション南江戸川支店営業課 課長・本名「浅尾真治」） - 城戸裕次
- レイカ（クラブ「ジュネーヴ」ホステス・本名「河原麗華」） - 尾花貴絵
- 大友健吾（共民党 代議士） - 児玉頼信
- 若光清次（若光不動産 社長） - 稲健二
- 冒頭の主婦 - 小柳友貴美
- 東京地検 補佐官 - 川井康弘
- スーパーの店長 - 田中登志哉
- 靴オーダーメイド店主人 - 森一
- 詐欺グループの犯人 - 森大、村瀬文宣、守谷駿
- 野々宮美鈴（東京地検特捜部 副部長） - 高岡早紀
- ハルナ（クラブ「ジュネーヴ」ホステス） - 一木エリカ
- モエ（クラブ「ジュネーヴ」ホステス） - 滝口はるな
- カヨコ（クラブ「ジュネーヴ」ホステス） - 押田瑞穂
- ユイ（クラブ「ジュネーヴ」ホステス） - 金田彩奈
- ひかり銀行小岩支店 行員 - 綱島恵里香
- 堂島陽斗（堂島と薫の息子） - 酒井天満
- 堂島薫（堂島の妻・車椅子生活） - 横山めぐみ
- 堂島晋一郎（ひかり銀行小岩支店 支店長） - 陣内孝則

第2作「経理一筋30年、夫と二人暮らしの新米おばさん刑事・西カネ子が、詐欺を扱う捜査二課で、カネにまつわる事件を鮮やかに解決する、待望のシリーズ第2弾！」（2019年）
- 輿水正平（八千代の元婚約者） - 温水洋一
- 望月恵一（画家） - 金子昇
- 南場和茂（八千代の現在の交際相手） - せんだみつお
- 桜木兼次（桜木司法書士事務所 司法書士） - 木下政治
- 山西由佳（耕造の娘・武雄の部下） - 簑島宏美
- クリーニング店店主 - 和泉ちぬ
- 松田（結婚相談所「ブライダルコネクト」相談員） - 金沢きくこ
- 社会福祉法人尊命会「こもれびの園」女性職員 - 角南範子
- スーパーの店員 - 志賀正人
- 生花店「フローレ YACHIYO」店員 - 薩川朋子
- 遠山金八郎（小料理屋「桜吹雪」オーナー・警視庁捜査二課OB） - 泉谷しげる
- 所轄刑事 - 宮沢大地
- 園田寛治（八千代の夫・10年前自殺） - 佐藤旭
- 山西耕造（八千代の元交際相手・先月死亡） - 中山克己
- 小野寺潔（八千代の元交際相手・3年前溺死） - 古川慎
- 根津康広（八千代の元交際相手・6年前転落死） - 森喜行
- 水野幸枝（キッチンDE料理コンの参加者） - 山口みよ子
- 園田八千代（生花店「フローレ YACHIYO」オーナー・望月のパトロン） - 池上季実子

## スタッフ
- 原作 - 萩生田勝「警視庁捜査二課」（講談社）
- 脚本 - 関えり香
- 企画 - 古賀誠一
- 監督 - 村松弘之
- プロデューサー - 山田大作、木口洋介（第1作）
- 編成 - 永山由紀子（第1作）、中島啓介（第2作）
- 製作 - オスカープロモーション、TBS

## 放送日程
| 話数 | 放送日        | サブタイトル | 脚本     | 監督     |
| ---- | ------------- | --- | -------- | -------- |
| 1    | 2016年2月15日 | 恨み!? 復讐!? 死体は有名振り込め詐欺師！ 巨大銀行〜悪徳政治家2点を結ぶ大捜査線に浮かんだ愛人業の女！ 消えたカネ2000億円に群がる悪党どもを退治せよ!! | 関えり香 | 村松弘之 |
| 2    | 2019年2月18日 | 経理一筋30年、夫と二人暮らしの新米おばさん刑事・西カネ子が、 詐欺を扱う捜査二課で、カネにまつわる事件を鮮やかに解決する、待望のシリーズ第2弾！      | 関えり香 | 村松弘之 |